# Чутливість (мас-спектрометрія)
Чутливість (англ. sensitivity) — у мас-спектрометрії рекомендовано дві різних міри
чутливості. Перша, яка вживається для відносно нелетких
матеріалів, а також для газів, ґрунтується на спостережуваних
змінах йонного струму для певних кількостей аба змін
швидкості потоку зразку через джерело йонів. Другий метод
встановлення чутливості, використовуваний винятково для
газів, ґрунтується на зміні йонного струму залежно від
парціального тиску зразку у джерелі йонів за вказаних
експериментальних умов.